# Кшеславиці (Малопольське воєводство)
Кшеславиці (пол. Krzesławice) — село в Польщі, у гміні Рацеховиці Мисленицького повіту Малопольського воєводства.
Населення — 539 осіб (2011).
У 1975-1998 роках село належало до Краківського воєводства.

## Демографія
Демографічна структура станом на 31 березня 2011 року:
|          | Загалом | Допрацездатний вік | Працездатний вік | Постпрацездатний вік |
| -------- | ------- | ------------------ | ---------------- | -------------------- |
| Чоловіки | 266     | 51                 | 176              | 39                   |
| Жінки    | 273     | 60                 | 147              | 66                   |
| Разом    | 539     | 111                | 323              | 105                  |